# MBC M
MBC M (früher bekannt als MBC Music) ist ein südkoreanischer Musikfernsehsender, der Munhwa Broadcasting Corporation gehört. Der Kabelsender sendet hauptsächlich Programme im Zusammenhang mit Musik.
Der Sender wurde am 1. Februar 2012 mit einer Musiksendung Show Champion eröffnet.
Der Sender wurde am 2. Februar 2020 in MBC M umbenannt. Das Unternehmen beabsichtigt, die Marke für das digitale Publikum erkennbarer zu machen und eine Synergie zwischen Fernsehen und neuen Medien aufzubauen.

## Programm

### Reality-Shows
- Astro Project
- We Got Married (Simultanübertragung mit MBC TV)
- Dad, Where Are You Going? (Simultanübertragung mit MBC TV)
- Infinite Challenge (Simultanübertragung mit MBC TV)
- Oh! My Skarf
- Making of The Star
- Kara Project
- Secret no.1
- Music and Lyrics
- NC.A in Fukuoka
- Idol School
- Ailee's Vitamin
- Younha's Come to My Home
- Powder Room
- Abbey Road
- Gangnam Feel Dance School
- One Fine Day (seit 2013)
  - Shinee's One Fine Day (2013)
  - B1A4’s One Fine Day (2014)
  - VIXX's One Fine Day (2014)
  - Super Junior's One Fine Day (2015)
  - Girl's Day's One Fine Day (2015)
  - GFriend's One Fine Day (2015)
  - AOA's One Fine Day (2015)
  - B.A.P's One Fine Day (2016)
  - Seventeen's One Fine Day (2016–2017)
- Gugudan Project - Extreme School Trip (2016)
- B.I.G Project (2017)
- Idol Tour (2017)

### Musikprogramme
- Show! Music Core (Simultanübertragung mit MBC TV)
- I Music U (keine Werbeunterbrechungen)
  - I Music U 4 AM
  - I Music U 7 AM
  - I Music U 8 AM
  - I Music U 3 PM
  - I Music U 6 PM
  - I Music U 10 PM
  - I Music U Request
- Daily Best K-pop
- Show Champion (Simultanübertragung mit MBC Every 1)
- All The K-pop
- Music Talk Talk My Bling Bling MV
- Old and New
- KPOP Live
- Music Magazine
- Morning Pop
- Music Scanner The Code
- Hot Track
- Live Clip
- MP4
- Shh!

### Sonderprogrammierung
- Super Show
- MelOn Music Awards (seit 2012, Simultanübertragung mit MBC Every 1)